# Sospel (tổng)
Tổng Sospel là một tổng của Pháp. Tổng này nằm ở tỉnh Alpes-Maritimes trong vùng Provence-Alpes-Côte d’Azur.

## Các đơn vị hành chính
Tổng Sospel bao gồm xã Sospel, Castillon và Moulinet.

## Lịch sử
| Ngày bầu cử                                              | Tên                   | Đảng          | Tư cách               |
| -------------------------------------------------------- | --------------------- | ------------- | --------------------- |
| Pierre Gianotti là ủy viên hội đồng đầu tiên của Sospel. |                       |               |                       |
| 1988                                                     | M. Pierre Gianotti    |               | Thị trưởng của Sospel |
| 1994                                                     | M. Jean-Mario Lorenzi | Divers Droite | Thị trưởng của Sospel |
| 2001                                                     | M. Jean-Mario Lorenzi | UMP           | Thị trưởng của Sospel |
| 2008                                                     | M. Jean-Mario Lorenzi | UMP           | Thị trưởng của Sospel |

## Biến động dân số
| 1882                                         | 1926 | 1962 | 1968 | 1975 | 1982 | 1990 | 1999 |
| -------------------------------------------- | ---- | ---- | ---- | ---- | ---- | ---- | ---- |
| Số liệu từ năm 1990: Dân số không tính trùng |      |      |      |      |      |      |      |